# União Socialista
União Socialista foi uma organização política clandestina portuguesa durante a ditadura do Estado Novo. Foi fundada em 1944 pela fusão do Núcleo de Doutrinação e Acção Socialista com a União Democrática e começou por se chamar "União Democrato-Socialista". Em 6 de novembro de 1949 os membros assinaram um pacto para a formação do "Partido da União Socialista". Durante a década de 1950 foram tentados vários contactos internacionais para reconhecimento da organização, até que em 1964 se forma a Acção Socialista Portuguesa. Entre os membros mais activos estiveram Manuel Sertório, Jacinto Simões, José Pessegueiro, António Lobo Vilela e Fernando Mayer Garção.